# Sam Hawkens
Zálesák Sam Hawkens je známá postava z románu Karla Maye Vinnetou (1893). Je to malý postarší mužík v záplatovaném kabátě takové tloušťky a tvrdosti, že jím neproniknou indiánské šípy. Kromě toho nosí paruku, protože se v mládí střetl se skupinou Pawneeů, kteří ho skalpovali. S parukou je však Sam velmi spokojen, protože si ji může v horku sundávat. Za občanské války ve Spojených státech bojoval pod vedením generála Granta a dotáhl to až na kapitána. 
Sam vlastní podivnou, klacku podobnou pušku Liddy a jezdí na mezku jménem Mary. Společně se svými dvěma přáteli, Dickem Stonem a Willym Parkerem, byl prvním učitelem Old Shatterhanda na americkém divokém západě a od něj také pochází Old Shatterhandovo válečné jméno. Je znám svou průpovídkou „jestli se nepletu, hihihi“. Díky své šikovnosti a zkušenosti zpravidla všechny situace vyřeší úspěšně, smutnou výjimkou je scéna ke konci prvního dílu románu Vinnetou,  kdy ho ošálí padouch Santer, jemuž se díky tomu podaří protentokrát uprchnout spravedlnosti.  
Hawkens vystupuje ještě v románu Petrolejový princ (1893–1894), kde společně s Vinnetouem, Old Shatterhandem, Hobble Frankem, Dickem Stonem a Willym Parkerem pomůže přistěhovalcům zlikvidovat bandu zločinců. Další jeho osudy nejsou známy, jen ve čtvrtém díle Vinnetoua (1909–1910) je zmínka o tom, že kolem roku 1900 byl ještě naživu, když přijel navštívit Dicka Hammerdulla a Pitta Holberse do jejich hotelu v Coloradu.
V románu Petrolejový princ (1893–1894) společně s Dickem Stonem a Willym Parkerem tvoří skupinu nazývanou Trojlístek.

## Filmy
Ve filmových mayovkách ze šedesátých let (Poklad na Stříbrném jezeře, Vinnetou, Old Shatterhand, Vinnetou a míšenka Apanači, Vinnetou a Old Shatterhand v údolí smrti a Vinnetou – Poslední výstřel) hraje Sama Hawkense německý herec Ralf Wolter.